# اولیسس ویررا
اولیسس ویررا (انگلیسی: Ulises Virreyra؛ زادهٔ ۱۶ آوریل ۱۹۹۸) بازیکن فوتبال است.